# Rafael Barišić

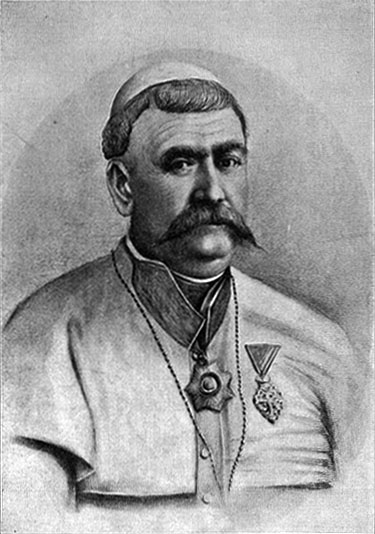
Rafael Barišić

Rafael Barišić OFM (* 24. Juni 1796 in Oćevija bei Vareš, Osmanisches Reich, heute Bosnien-Herzegowina; † 14. August 1863 in Široki Brijeg, Osmanisches Reich, heute Bosnien-Herzegowina) war Apostolischer Vikar der Herzegowina.

## Leben
Rafael Barišić wurde im heutigen Landesteil Bosnien geboren. Als Jugendlicher trat Barišić in den Franziskanerorden ein und wurde im kroatisch geprägten Franziskanerkloster von Kraljeva Sutjeska am 16. April 1817 aufgenommen. Nach seinem Noviziat studierte Barišić in Italien
Katholische Theologie und Katholische Philosophie und erlangte ebenda die Professur. Am 21. Dezember 1822 erfolgte seine Priesterweihe. Als Dozent lehrte er in Turin und Bologna.
Im Jahre 1829 kehrte Barišić nach Bosnien zurück. Im Alter von 35 Jahren wurde er am 24. März 1832 zum Apostolischen Vikar von Bosnien und zum Titularbischof von Azotus ernannt. Die Bischofsweihe erfolgte am 30. September 1832. Das ihm übertragene kirchliche Amt, als Apostolischer Vikar, trat Barišić am 5. Dezember 1832 an. Nach jahrelangen Streitigkeiten mit den osmanischen Behörden verließ er das Land und wurde 1846/47 Apostolischer Vikar der Herzegowina.
Rafael Barišić starb im Alter von 67 Jahren in Široki Brijeg.